# Achaea phaeobasis
Achaea phaeobasis là một loài bướm đêm thuộc họ Noctuidae. Nó được tìm thấy ở Châu Phi, bao gồm Sudan.